# Biographisches Staatshandbuch
Biographisches Staatshandbuch. Lexikon der Politik, Presse und Publizistik ist ein biografisches Nachschlagewerk von Wilhelm Kosch, das in 13 Lieferungen zwischen dem 16. Januar 1959 und Ende März 1963 ausgeliefert wurde. Durch den Tod von Wilhelm Kosch am 21. Dezember 1960 bedingt, wurde das Werk von Eugen Kuri fortgeführt, der für die Stichworte von Julius Raab bis Otto Edler von Zwiedineck Holstein verantwortlich zeichnete.

## Inhalt

### Umfang
Das Lexikon enthält Artikel zu Personen aus dem Kreis der Politiker, der Staatsmänner, der Journalisten und Publizisten sowie über Zeitschriften  und Zeitungen aus dem deutschsprachigen Raum, vorwiegend das 19. und 20. Jahrhunderts. Das Lexikon führt auch viele Verleger und Chefredakteure auf. Die besprochenen Zeitungen reichen vom Aachener Anzeiger bis zum Zurzacher Volksblatt und erwähnen Zeitungen aus Österreich, der Schweiz und Deutschland.

### Aufbau der Artikel
Die Artikel enthalten die Lebensdaten bzw. Erscheinungsdaten sowie Literaturangaben. Sind die Personen gewöhnlich unter unterschiedlichen Namen bekannt, erfolgt ein Verweis auf den Hauptartikel.

### Gliederung
„Vorwort“ (Seite III-IV), „Bemerkungen zum Gebrauch des Werkes“ (Seite V). Das Werk ist durchgehend paginiert. Der erste Band enthält die Artikel von „Aachener Anzeiger“ (Seite 1) bis Johann Adam von Itzstein (S. 592) und der zweite Band enthält die Artikel von Gerhard Jacob (Seite 593) bis Otto Edler von Zwiedineck Holstein (Seite 1203). „Korrigenda“ zu den Seiten 16 bis Seite 942 befinden sich auf den Seiten 1205 bis 1208.

## Ausgaben
- Wilhelm Kosch: Biographisches Staatshandbuch. Lexikon der Politik, Presse und Publizistik. 1. Lieferung. A. Francke Verlag, Bern und München 1959.
- Wilhelm Kosch: Biographisches Staatshandbuch. Lexikon der Politik, Presse und Publizistik. 2. Lieferung.A. Francke Verlag, Bern und München 1959.
- Wilhelm Kosch: Biographisches Staatshandbuch. Lexikon der Politik, Presse und Publizistik. 3. Lieferung. A. Francke Verlag, Bern und München 1959.
- Wilhelm Kosch: Biographisches Staatshandbuch. Lexikon der Politik, Presse und Publizistik. 4. Lieferung.A. Francke Verlag, Bern und München 1959.
- Wilhelm Kosch: Biographisches Staatshandbuch. Lexikon der Politik, Presse und Publizistik. 5. Lieferung. A. Francke Verlag, Bern und München 1960.
- Wilhelm Kosch: Biographisches Staatshandbuch. Lexikon der Politik, Presse und Publizistik. 6. Lieferung. A. Francke Verlag, Bern und München 1960.
- Wilhelm Kosch: Biographisches Staatshandbuch. Lexikon der Politik, Presse und Publizistik. 7. Lieferung. A. Francke Verlag, Bern und München 1960.
- Wilhelm Kosch: Biographisches Staatshandbuch. Lexikon der Politik, Presse und Publizistik. 8. Lieferung. A. Francke Verlag, Bern und München 1960.
- Wilhelm Kosch: Biographisches Staatshandbuch. Lexikon der Politik, Presse und Publizistik. 9. Lieferung. A. Francke Verlag, Bern und München 1960.
- Wilhelm Kosch: Biographisches Staatshandbuch. Lexikon der Politik, Presse und Publizistik. 10. Lieferung. A. Francke Verlag, Bern und München 1962.
- Wilhelm Kosch: Biographisches Staatshandbuch. Lexikon der Politik, Presse und Publizistik. Fortgeführt von Eugen Kuri. 11. Lieferung. A. Francke Verlag, Bern und München 1963.
- Wilhelm Kosch: Biographisches Staatshandbuch. Lexikon der Politik, Presse und Publizistik. Fortgeführt von Eugen Kuri. 12. Lieferung. A. Francke Verlag, Bern und München 1963.
- Wilhelm Kosch: Biographisches Staatshandbuch. Lexikon der Politik, Presse und Publizistik. Fortgeführt von Eugen Kuri. 13. Lieferung. A. Francke Verlag, Bern und München 1963.
- Wilhelm Kosch: Biographisches Staatshandbuch. Lexikon der Politik, Presse und Publizistik. Fortgeführt von Eugen Kuri. Erster Band. A. Francke Verlag, Bern und München 1963.
- Wilhelm Kosch: Biographisches Staatshandbuch. Lexikon der Politik, Presse und Publizistik. Fortgeführt von Eugen Kuri. Zweiter Band. A. Francke Verlag, Bern und München 1963.